# Abelmoschus caillei
Abelmoschus caillei  es una especie de planta de la familia Malvaceae. Originaria del centro y oeste de África, donde es utilizada como una verdura. Es un híbrido de Abelmoschus esculentus y Abelmoschus manihot. El mismo híbrido se produjo experimentalmente en Japón donde se le conoce como Abelmoschus glutino textile.

## Sinonimia
- Hibiscus manihot var. caillei A.Chev. basónimo
- Hibiscus esculentus auct.
- Abelmoschus manihot auct.[2]